# خواکین بلوم
خواکین بلوم (به انگلیسی: Joaquín Blume) ژیمناست زادهٔ ۲۱ ژوئن ۱۹۳۳ میلادی اهل کشور اسپانیا است.